# 丽山莨菪
丽山莨菪（学名：Anisodus luridus var. fischerianus）为茄科山莨菪属铃铛子的变种。分布在中国大陆的西藏、云南等地，生长于海拔2,800米至2,950米的地区，常生长在山坡草地、阳处以及灌木林中，目前尚未由人工引种栽培。

## 别名
三分三（云南）